# Đô chỉ huy sứ
Đô chỉ huy sứ (chữ Hán: 都指揮使, tiếng Anh: Military Commander), là vị quan đứng đầu cơ quan Đô chỉ huy sứ ty hay Đô ty.
Với tên chức là Đô chỉ huy sứ ty Đô chỉ huy sứ 都指揮使司都指揮使, chức Đô chỉ huy sứ thường được ngộ nhận là chức trưởng quan chỉ có từ thời Minh Trung Quốc khi các cơ quan Đô chỉ huy sứ ty được thành lập tại cấp tỉnh.  Thật ra, chức Đô chỉ huy sứ đã được lập từ thời Đường Trung Quốc, nguyên là chức võ quan giữ việc chinh phạt.
Năm 822, tướng Đường là Lý Tồn Tín (862-902) được phong là Mã Bộ quân Đô chỉ huy sứ (馬步軍都指揮使, Commmander-in-chief of the Army Cavalry & Infantry).

## Lịch sử
Chức Đô chỉ huy sứ được lập vào thời Đường Trung Quốc, nguyên là chức võ quan giữ việc chinh phạt.  Năm 822, tướng Đường là Lý Tồn Tín (862-902) được phong là Mã Bộ quân Đô chỉ huy sứ (馬步軍都指揮使, Commmander-in-chief of the Army Cavalry & Infantry).
Thời Tống Trung Quốc, Đô chỉ huy sứ là chức được phong cho các vị võ quan chỉ huy một cuộc hành quân, hoặc cho các vị võ quan đứng đầu các ty quân sự tại kinh đô, như hai ty Nhị thừa (二司) tức hai ty Điện tiền thị vệ thừa (殿前侍衛司, Palace Command) và ty Thị vệ mã quân  thừa (侍衛馬軍步軍司, Metropolitan command) lúc đầu, và sau này là ba Nha (三衙) gồm các nha là nha Điện tiền (殿前衙, Palace Command), nha Kỵ binh (馬軍司, Metropolitan Cavalry Command) và nha Bộ binh (步軍司).
Thời Nguyên Trung Quốc, Đô chỉ huy sứ là chức được phong cho các vị võ quan người Mông Cổ chỉ huy ty thị vệ tại kinh thành hoặc cho các vị chưởng quan của Đô chỉ huy ty đặt tại các quân doanh.
Thời Minh Trung Quốc, Đô chỉ huy sứ là chức chưởng quan đứng đầu Đô chỉ huy sứ ty là một trong 3 ty điều hành (Đô ty, Bố chính ty, Án sát ty) mọi việc cấp tỉnh.
Tại Việt Nam, chức Đô chỉ huy sứ được biết đến thời Đinh khi Lê Hoàn được phong là Thập đạo tướng quân cùng chức Điện tiền đô chỉ huy sứ  (殿前都指揮使, Commander of the Palace Command), hoặc Điện tiền chỉ huy sứ.
Thời Hậu Lê, vua Lê Thánh Tông cải tổ hành chính và quân đội, Đô chỉ huy sứ là chức được phong cho các vị võ quan đứng đầu các ty quân sự tại kinh đô, trật Chánh tam phẩm.  Ngoài kinh đô, theo phiên chế Ngũ quân Đô phủ, vị chưởng quan của các Đô ty là Đô Tổng binh sứ, chỉ huy việc binh bị tại các đạo / thừa tuyên / xứ, đồng trật Chánh tam phẩm.
Thời Nguyễn, Đô chỉ huy sứ là chức chưởng quan đứng đầu ty Cẩm Y Vệ, một trong 2 vệ (vệ Cẩm Y và vệ Kim Ngô), lãnh trọng trách bảo vệ vua, trật Chánh nhị phẩm.

## Tên chính thức
Cách viết đúng với tên ty cộng tên chức, thường dùng trong sử hoặc trong các bài vị / linh vị / bài minh / mộ bia
- Các chức chưởng, phó chỉ huy tại Đô chỉ huy sứ ty
  - Đô chỉ huy sứ ty Đô chỉ huy sứ - 都指揮使司都指揮使  - tức vị quan đứng đầu một  ty hoặc đô chỉ huy nào đó
  - Đô chỉ huy sứ ty Đô chỉ huy sứ Thự vệ sự - 都指揮使司都指揮使署衛事  - tức vị phó quan (chức cao thứ 2) đứng đầu một cơ quan quân sự (vệ) tại kinh thành
  - Cẩm Y vệ Đô chỉ huy sứ ty Đô chỉ huy sứ - 錦衣衞都指揮使司都指揮使 - tức vị quan đứng đầu vệ Cẩm Y
  - Cẩm Y vệ Đô chỉ huy sứ ty Đô chỉ huy sứ Chưởng vệ sự - 錦衣衞都指揮使司都指揮使掌衛事 - tức vị phó quan (chức cao thứ 2) vệ Cẩm Y thời Nguyễn
- Các chức dưới chưởng, phó chỉ huy tại Đô chỉ huy sứ ty
  - Đô chỉ huy sứ ty Đô chỉ huy Đồng tri - 都指揮使司都指揮同知 - tức vị quan chức Đô chỉ huy Đồng tri, là phụ tá cho các quan Đô chỉ huy sứ
  - Đô chỉ huy sứ ty Đô chỉ huy Thiêm sự - 都指揮使司都指揮簽事 - tức vị quan chức Đô chỉ huy Thiêm sự, là phụ tá cho các quan Đô chỉ huy sứ

Cách viết ngắn gọn, vẫn đúng, thường dùng trong các bài viết trên mạng
- Bỏ đi chữ đô trong Đô chỉ huy sứ, thường thấy khi viết về chức Điện tiền, nhưng khi viết về Cẩm Y vệ, thường viết đủ là Cẩm Y vệ Đô chỉ huy sứ
  - Điện tiền chỉ huy sứ
- Bỏ đi danh từ Đô chỉ huy sứ ty
  - Cẩm Y vệ Đô chỉ huy sứ
  - Cẩm Y vệ Đô chỉ huy sứ Chưởng vệ sự

Cách viết trong Quốc ngữ
- ".. đó là vị quan đứng đầu Cẩm Y vệ"
- "...đó là vị chưởng quan vệ Cẩm Y"
- "...đó là quan Cẩm Y vệ Đô Chỉ huy sứ"
- "...đó là quan Chỉ huy Thiêm sự trong vệ Cẩm Y"
- "...đó là quan Chỉ huy Thiêm sự thuộc Cẩm Y vệ"

Cách viết hoặc ngắt câu sai trong các bài viết trên mạng
- Cẩm y vệ, Đô chỉ huy sứ ty, Đô chỉ huy sứ - cần viết đúng là Cẩm Y vệ Đô chỉ huy sứ ty Đô chỉ huy sứ
- Đô chỉ huy sứ ty, Đô chỉ huy Đồng tri - cần viết đúng là Đô chỉ huy sứ ty Đô chỉ huy đồng tri
- Cầm y vệ chỉ huy sứ - cần viết đúng hoặc là vị chưởng quan vệ Cẩm y, hoặc vị quan Cẩm Y vệ Đô chỉ huy sứ
- Cẩm Y vệ Đô chỉ huy sứ Thiêm sự - không hề có chức trưởng (Đô chỉ huy sứ) Thiêm sự, hoặc là vị quan Chỉ huy Thiêm sự tại vệ Cẩm Y, hoặc là vị quan Cẩm Y vệ Đô chỉ huy Thiêm sự (không có chữ sứ)
- Cẩm Y vệ Chưởng vệ sự - cần viết vị quan Chưởng vệ sự của vệ Cẩm Y, hoặc vị quan Cẩm Y vệ Đô chỉ huy sứ Chưởng vệ sự

## Trong văn chương
- "...Bọn Cẩm y vệ đô chỉ huy sứ ty đô chỉ huy sứ chưởng vệ sự, kiêm tri Phong Hỗ đường Đinh Đổ lại vâng mệnh nghị định lệ thưởng phạt đối với các lực sĩ, dũng sĩ, võ sĩ thi đấu võ nghệ đỗ hay không đỗ..." Cảnh Thống 2 Kỷ Mùi 1499, Đại Việt Sử Ký Bản Kỷ Thực Lục, quyển XIV [4]
- "...Sắc Đặc tiến phụ quốc Thượng tướng quân Thiên Vũ vệ Đô chỉ huy sứ ty Đô chỉ huy sứ Thự vệ sự, Phù Nghĩa hầu trụ quốc trung trật Lương Văn Chánh..." - Quang Hưng 19 Bính Thân 1596, sắc phong Lương Văn Chánh [5]

## Lưu ý
- Với tên chức là Đô chỉ huy sứ ty Đô chỉ huy sứ, chức Đô chỉ huy sứ thường được ngộ nhận là chức trưởng quan chỉ có từ thời Minh Trung Quốc khi các cơ quan Đô chỉ huy sứ ty được thành lập tại cấp tỉnh.  Thật ra, chức Đô chỉ huy sứ đã được lập từ thời Đường Trung Quốc.
- Thời Hậu Lê, vua Lê Thánh Tông, Đô chỉ huy sứ là chức được phong cho các vị võ quan đứng đầu các ty quân sự tại kinh đô.  Ngoài kinh đô, vị chưởng quan của các Đô ty là Đô Tổng binh sứ, chỉ huy việc binh bị tại các đạo / thừa tuyên / xứ.